# Débat autour de l'identité moldave
Pour les articles homonymes, voir Moldavie (homonymie).
Le débat autour de l'identité moldave se déroule en République de Moldavie entre d’une part les « roumanistes » (en roumain Româniști, en russe Румынисты) partisans d’une inclusion de leur identité dans l’identité roumaine, et qui sont dans leur quasi-totalité des autochtones roumanophones, et d’autre part les « moldavistes » (en roumain Moldoveniști, en russe Молдава́нисты) partisans d’une exclusion de leur identité de l’identité roumaine, et qui sont dans leur majorité des électeurs des partis communiste et socialiste, regroupant la quasi-totalité des colons slavophones (un quart de la population du pays) ainsi qu’environ un cinquième de la population autochtone,.
Aux termes de la déclaration d’indépendance de 1991 et de l’arrêt no 36 de la Cour constitutionnelle du 5 décembre 2013 la langue officielle du pays (langue maternelle de 77 % de la population) est dénommée « roumain » (limba română /'limba ro'mɨnə/) : c’est le nom utilisé par les pro-européens et aussi par le pays voisin, la Roumanie, dont la région contigüe est également appelée « Moldavie » et a aussi fait partie de l’ancienne principauté de Moldavie. Aux termes de l’article 13 de la Constitution cette même langue ausbau, « moderne » ou « savante » est dénommée « moldave » (limba moldovenească /'limba moldoven'e̯ascə/) : c’est le nom utilisé par les minorités slavophones et les partis communiste et socialiste.
Ces deux dénominations concernent la même langue romane orientale parlée en Moldavie et Roumanie par environ 24 millions de locuteurs, dont 3,5 millions en République de Moldavie.
Deux courants coexistent parmi les « roumanistes » : une minorité (représentée par le parti libéral) milite pour l’union politique de la Moldavie et de la Roumanie (et, par là, pour l’intégration de la Moldavie dans l’Union européenne et l’OTAN, et pour sa sortie de la CEI), tandis que la majorité revendique seulement la reconnaissance de son identité roumaine dans les frontières de l’État indépendant actuel, et sans forcément sortir de la sphère d’influence russe, en modifiant la constitution de manière qu’elle offre à tous les groupes ethniques de Moldavie, sans discrimination, la liberté de se définir comme membres d’ensembles linguistiques et culturels dépassant le cadre du pays (ce qui est déjà le cas des Russes, Ukrainiens, Bulgares, Gagaouzes…, mais pas des autochtones roumanophones discriminés par leur « définition constitutionnelle » exposée plus bas),.
Deux courants coexistent aussi parmi les « moldavistes » : une minorité (représentée par des mouvements comme „Grande Moldavie”, „Mouvement « Voïvode »” ou „Bouclier moldave”), affirme que tous les Moldaves y compris ceux de la Moldavie roumaine (regiunea Moldova) sont des « non-Roumains » et que « leur langue est différente du roumain » tandis que la majorité affirme, comme à l’époque soviétique, que seuls les « Moldaves » de la République de Moldavie (Republica Moldova) sont des « non-Roumains ».

## Histoire

### Évolution sémantique
Le terme moldave désigne en français tout ce qui appartient ou relève de la Moldavie en tant que principauté historique, en tant que région d'Europe, en tant que région de Roumanie et en tant qu'État indépendant. L'identité moldave a connu différentes étapes, :
- une étape médiévale, antérieure à l'émergence des consciences nationales au XIXe siècle et reliée à la Principauté de Moldavie, comme ce fut le cas dans toute l'Europe où l'identité était définie par l'appartenance à tel ou tel empire, royaume, principauté ou duché ; cette identité moldave était présente non seulement dans l'actuelle République de Moldavie, mais aussi en Moldavie roumaine ;
- une étape romantique nationaliste, là encore comme dans toute l'Europe, lorsque l'ancienne identité médiévale s'est progressivement estompée au cours du XIXe siècle, comme ses équivalents transylvain ou valaque, au profit de l'identité roumaine basée sur la culture commune des roumanophones de ces différents territoires, culture manifestée par une même langue, une même cuisine, une même musique, des arts populaires communs ;
- la métamorphose de l'identité purement locale (moldave, transylvaine ou valaque) en identité nationale roumaine a d'abord été contrariée et retardée, dans les territoires de l'actuelle République de Moldavie, par le processus de russification et de colonisation commencé par l'Empire russe au XIXe siècle (à partir de l'annexion de la Bessarabie au traité de Bucarest) ; en revanche, elle a été favorisée et accélérée entre 1918 et 1940, pendant la période où ces territoires ont appartenu à la Roumanie ;
- enfin l'étape soviétique, postérieure à l'émergence de l'identité roumaine, commence à prendre politiquement corps en 1924 avec la fondation en Ukraine soviétique d'une région autonome moldave, mais devient intensive à partir de 1940 lorsque soviétisation et russification vont de pair, rendant l'identité moldave solidaire de la fidélité au communisme soviétique, et associant l'identité roumaine sur le territoire de l'actuelle République de Moldavie au « nationalisme bourgeois », au « monarchisme » et au « fascisme »[13].

Le 12 octobre 1924 voit la création en URSS de la République socialiste soviétique autonome moldave, en Podolie, sur la rive est du Dniestr, au sein de la République socialiste soviétique d'Ukraine (la Bessarabie étant alors roumaine). Dans cette République socialiste soviétique autonome moldave, deux lignes politiques ont été appliquées à tour de rôle : Grigore Kotovski, l'un des fondateurs de cette République, soutenait qu'elle devait propager le communisme en Roumanie voisine, et que l'identité de sa population moldave devait être reconnue comme roumaine : jusqu'en 1938, les écoles enseignèrent en roumain écrit en caractères latins, l'accent étant mis sur l'idéologie, et la Roumanie voisine étant présentée comme une « mère-patrie gémissant sous le joug de la monarchie, des bourgeois et des boyards ». Mais Gueorgui Tchitcherine, commissaire du peuple aux Affaires étrangères, était d'un autre avis. Il estimait que cette politique favorisait « l'expansion d'un chauvinisme roumain » et qu'il fallait l'abandonner. C'est lui le véritable initiateur soviétique du « moldavisme », en suggérant de définir les Moldaves comme une ethnie « différente des Roumains, de langue romane différente, issue du mélange des Volokhs avec les slaves Oulitches et Tivertses ayant formé les Volochovènes, ancêtres des Moldaves mi-slaves, mi-romans, vivant principalement en République socialiste soviétique autonome moldave, où ils sont libres, et en Bessarabie, sous le joug roumain, où ils attendent leur libération de l'URSS ». Cela permettait de justifier les revendications territoriales soviétiques sur la Bessarabie. Tchitchérine, contrairement à Kotovski, soutenait en effet la position de Staline : celle de la « construction du socialisme d'abord dans un seul pays » : l'URSS. La « ligne Tchitcherine » finit par être adoptée le 28 février 1938. Un « alphabet moldave » écrit en caractères cyrilliques russes fut adopté, et toute mention de la Roumanie autrement que comme une « puissance impérialiste occupant indûment un territoire soviétique » (la Bessarabie) fut dès lors assimilée à une trahison (punissable de la peine de mort).
Ainsi apparaissent dans la RASS de Moldavie « une langue et une littérature nouvelle », langue que la plupart des habitants ne savait ni lire ni écrire : le « moldave ». Première étape de rapprochement des langues (donc des populations) « moldave » et russe, cette nouvelle langue est définie comme « romane, mais différente du roumain », considéré comme un élément dangereux par le pouvoir soviétique (la Roumanie était une démocratie parlementaire entre 1921 à 1938). Dans cette nouvelle langue, l'intention russificatrice des autorités de Moscou se manifeste clairement par la substitution de très nombreux mots russes aux mots roumains/moldaves (par exemple mălină au lieu de zmeură pour une framboise, ou bien văgzal au lieu de gară pour une gare de chemin de fer), par le choix systématique des mots d'origine slave au détriment des mots équivalents d'origine romane existant dans la langue usuelle (par exemple duh au lieu de suflet pour l'esprit), par l'interdiction de l'alphabet latin en 1938 (alors que depuis 1859 le roumain s'écrivait en caractères latins y compris en URSS) et par l'adoption du cyrillique russe (alors qu'avant 1859, le roumain s'écrivait en caractères gréco-slavons différents du cyrillique russe, en Bessarabie comme ailleurs).
À l'époque soviétique, statistiques et cartes ethnographiques ont fait une distinction entre les communautés roumanophones du nord de la Bucovine (région détachée de la Moldavie en 1775 par l'Autriche), comptées en tant que румыны (roumaines), et celles de Bessarabie (région détachée de la Moldavie en 1812 par la Russie), comptées en tant que Молдаване ("Moldaves"). Cette distinction vise à renforcer la thèse soviétique selon laquelle il existe une nationalité moldave distincte de la nationalité roumaine, y compris en URSS.
En août 1940, lors de l'annexion de la Bessarabie par l'URSS, en application du Pacte germano-soviétique, la RASSM est érigée en République « unionale » à égalité avec l'Ukraine, mais la nouvelle République, officiellement créée « pour » les roumanophones d'URSS, se révèle en pratique être dirigée « contre » eux, et c'est pourquoi lors de la « perestroïka » de Gorbatchev, les autochtones revendiqueront en masse leur rattachement à la Roumanie et c'est un unioniste, Mircea Druc, qui est élu président du Conseil des ministres de la République socialiste soviétique moldave (25 mai 1990-28 mai 1991).
De 1989 à 1991, le retour à l'alphabet latin, l'adoption du drapeau, d'un hymne et d'un nom de monnaie roumains semble sonner le glas du « moldavisme », mais ensuite, les russophones et les ex-communistes se ressaisissent, réalisent que la Moldavie restera dans l'orbite géopolitique de la Russie et, après la cuisante défaite moldave dans la guerre du Dniestr, refondent le 22 octobre 1993 un puissant Parti communiste. Le président moldave Mircea Snegur (agrarien) développe alors la doctrine « un seul peuple, deux États » pour affirmer l'indépendance de la Moldavie sans nier l'identité roumaine de ses autochtones (pas plus que l'identité russe de ses russophones, etc.) mais les communistes et russophones le combattent âprement et parviennent, lors des élections législatives de 1994, à réintroduire de « moldavisme » dans la législation, lorsque la langue roumaine fut de nouveau officiellement définie comme « moldave », comme à l'époque soviétique.

### Accalmies
La controverse identitaire en Moldavie orientale a connu trois périodes d'accalmie :
- Entre les dates du 2 février 1932 et du 27 février 1938 lorsque les autorités soviétiques ont provisoirement abandonné le « moldavisme » pour donner priorité à la diffusion des idées communistes dans toute la Roumanie, quitte à renoncer à revendiquer la Bessarabie comme ancien territoire de l'Empire russe.
- Entre les années 1948 et 1975 lorsque la Roumanie communiste s'est docilement alignée sur les positions « moldavistes » de l'URSS : durant cette période, dans les deux pays, quiconque osait suggérer que la doctrine officielle pourrait être discutable, risquait de sévères sanctions allant de la perte d'emploi à la déportation en camp de travail forcé. Après 1975, avec l'apparition de la ligne « national-communiste » en Roumanie sous la présidence Ceaușescu[17] et après 1988 avec l'introduction de la « glasnost » et de la « perestroïka » en URSS sous la présidence Gorbatchev, le « roumanisme » a ressurgi.
- Entre les années 1990 et 1992 lorsque le « roumanisme » devînt officiel dans les deux pays à la faveur de l'effondrement du « bloc de l'Est » : durant cette période, la Moldavie fut officiellement un État multinational où Bulgares, Gagaouzes, Roumains, Russes, Ukrainiens et autres pouvaient tous, à égalité, se définir comme membres de peuples et de cultures dépassant les frontières de la Moldavie.

### Reprise
Après la reconstitution des mouvements communistes et la reconnaissance internationale de facto d’une zone d’influence exclusive de la Russie sur 12 des 15 anciennes républiques unionales soviétiques (dont la République de Moldavie), le « moldavisme » y a ressurgi, dégradant les relations avec la Roumanie et redevenant officiel le 29 juin 1994. Depuis, les autochtones qui se déclarent « moldaves » sont officiellement des « citoyens titulaires » (cetăţeni titulari), mais n’ont légalement plus le droit de se définir comme membres d’un peuple et d’une culture roumaine dépassant les frontières de la Moldavie, tandis que ceux qui se déclarent « roumains » le peuvent, mais sont officiellement considérés comme une « minorité nationale » dans leur propre pays et sont accusés par les pro-russes d’être des « vecteurs de l’impérialisme roumain ».

## Évolution juridique
Les controverses juridiques ne concernaient que la majorité autochtone, et non les minorités. C’est la majorité autochtone et elle seule qui était définie comme « moldave » par l’article 13 de la Constitution rédigé en 1994 dans le contexte du retour de l'influence russe après sa victoire dans la guerre du Dniestr de 1992.
En revanche, les autres langues (minoritaires) également officielles localement, peuvent librement être dites respectivement russe, ukrainienne, bulgare ou gagaouze, sans qu’il soit fait référence à d’éventuels impérialismes russe, ukrainien, bulgare ou turc.
Il est également précisé dans plusieurs décrets que le « moldave » est historiquement antérieur au roumain, puisque la Moldavie a existé comme Principauté (depuis 1359) bien avant la naissance de la Roumanie (1859).
Cette définition officielle de l’identité moldave réservait donc le nom de « Moldaves » aux seuls roumanophones, tout en niant leur roumanophonie (puisque le moldave est défini comme « langue différente du roumain ») : elle se réfère ainsi clairement au « droit du sang ». Si la législation moldave suivait le « droit du sol », tous les habitants du pays seraient également des « Moldaves » quelles que soient leurs langues, et le « roumain » serait la langue de 70 % d’entre eux, à côté du russe, de l’ukrainien, du gagaouze et du bulgare… sur le modèle suisse où tous les habitants du pays sont également des « Suisses » quelles que soient leurs langues, l'« allemand » (et non le « suisse ») étant la langue de 70 % d'entre eux, à côté du français, de l’italien, du romanche.
Jusqu’en 2013 et notamment durant la gouvernance communiste (2001-2009), plusieurs décrets précisèrent que l’identité « Moldave » (naționalitatea moldovenească) excluait l’identité « roumaine » (naționalitatea română) : les enseignants de cette langue qui osaient la qualifier de « roumaine » et revendiquer l’égalité avec les Russes ou les Ukrainiens, soit la liberté de se définir comme membres d’une culture dépassant les frontières de l’État et également présente à l’étranger (dans leur cas, en Roumanie), étaient qualifiés par le gouvernement Voronine de partisans de l’impérialisme roumain et de ses agents (décrits comme des ennemis de la nation), ce qui a généré de nombreuses manifestations de protestation du corps enseignant. En référence à l’article 13 de Constitution, quelques-uns ont été poursuivis et parfois sanctionnés, mais leurs avocats, arguant du fait que dans la Déclaration d’indépendance de 1991, antérieure à la Constitution actuelle, la langue du pays est définie comme roumaine, ont fait appel auprès de la Cour constitutionnelle qui, par son arrêt no 36 du 5 décembre 2013 a annulé les sanctions en admettant officiellement que le moldave est du roumain, et que les deux mots sont interchangeables, sans pour autant contester la dénomination officielle de la langue et des habitants d’origine autochtone, telles qu’elles figurent dans l’article 13 de la Constitution.
Ainsi, le « roumanisme » était implicitement reconnu, même si le « moldavisme » demeurait constitutionnel : le pays est donc revenu à la situation du 31 août 1989 lorsque le Soviet suprême de la Moldavie soviétique reconnut officiellement que « moldave » et « roumain » sont « deux langues identiques »... Si ce compromis devait être remis en cause, le parti communiste, qui a 45 % de sièges au parlement, a menacé le gouvernement d’une grève générale ; la région autonome Gagaouze et l’État séparatiste de Transnistrie ont évoqué leur rattachement à la Nouvelle-Russie, le mouvement russe des Nachi a évoqué un blocage informatique du pays et le millionnaire moldo-russe Renato Usatyi (ru), chef du parti pro-russe RPP (en), a déclaré vouloir construire une nouvelle muraille de Chine entre la Moldavie et la Roumanie.
Jusqu'en 2023, l'article 13 de la Constitution, inspiré du « droit du sang », créait une double discrimination linguistique :
- d'une part, la dénomination « Moldave » n'était pas également appliquée à tous les citoyens du pays comme le font le droit du sol et le droit international : seuls les indigènes roumanophones et leur langue sont considérés « Moldaves », excluant ainsi les minorités de la construction de l'identité du pays ;
- d'autre part, seules les minorités pouvaient développer librement leur langue, leur culture et leur identité en lien avec des cultures dépassant les frontières du pays (culture russe, ukrainienne, bulgare, turcophone…) ; les « Moldaves », s'ils se référaient à la culture roumaine, étaient considérés comme « minorité nationale » dans leur propre pays et s'exposaient à des discriminations.

Conformément à cet article 13, les roumanophones pouvaient au choix se déclarer « Moldaves » ou « Roumains » aux recensements, mais un « Moldave » pouvait déclarer le « roumain » comme langue maternelle. Au recensement de 2014, parmi les roumanophones (78 % de la population), seuls 3 % ont osé se déclarer « Roumains », les autres jugeant moins risqué de se déclarer « Moldaves » ; toutefois 22 % de ces derniers ont déclaré le roumain comme langue maternelle.
Proposée par le Parti action et solidarité majoritaire depuis les élections législatives moldaves de 2021, la loi no 52 modifiant l'article 13 de la Constitution a été adoptée le 16 mars 2023 dans le contexte de l'invasion de l'Ukraine par la Russie et de la procédure d'adhésion de la Moldavie à l'Union européenne. Cette loi actualise une solution déjà préconisée en 2014 par Günter Verheugen, représentant de l'Union européenne: aligner la législation moldave sur le droit international, pour que tous les citoyens du pays soient également des « Moldaves » quelles que soient leurs langues et origines. À l'exemple des modèles belge ou suisse où tous les citoyens du pays sont également des « Belges » ou des « Suisses » selon le droit du sol quelles que soient leurs langues ou origines selon de droit du sang, cette nouvelle loi moldave abolit toute discrimination entre les citoyens de la Moldavie, désormais tous Moldaves, que leur langue usuelle soit roumaine (cas de 78 % d'entre eux), russe, ukrainienne, gagaouze ou bulgare
Cette loi vise à mettre fin aux tensions politiques générées par la double définition, linguistique et soviétique, de la langue majoritaire, et dans l'idéal, à la « controverse autour de l'identité moldave » elle-même mais, comme en 2014, l'opposition pro-russe (bloc électoral des communistes et socialistes, parti Șor) a voté contre et, comme la Transnistrie, ne reconnaît pas la validité de cette loi qui devrait néanmoins favoriser une nouvelle accalmie,.

## Références historiques et idéologiques

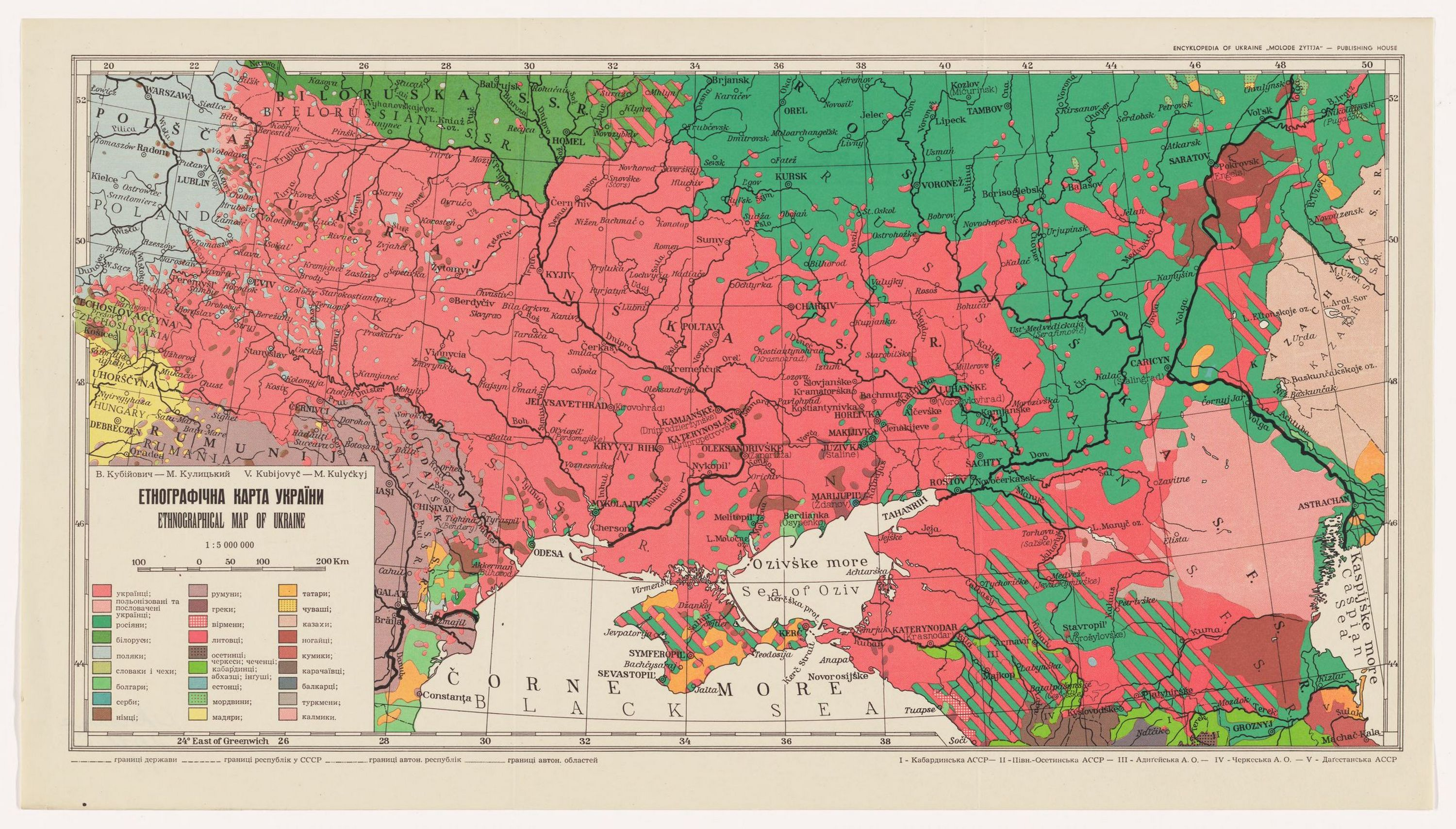
Carte soviétique de 1946 des langues ukrainienne (en rouge) et roumaine (en violet) incluant la Moldavie.

### Clivage politique

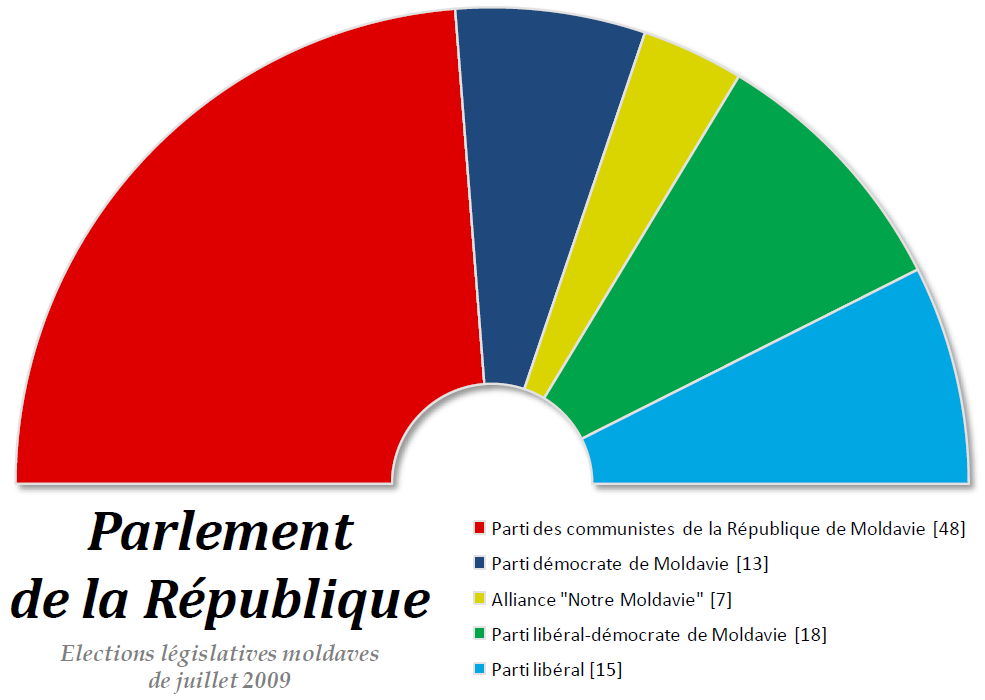
Composition du Parlement moldave en juillet 2009.

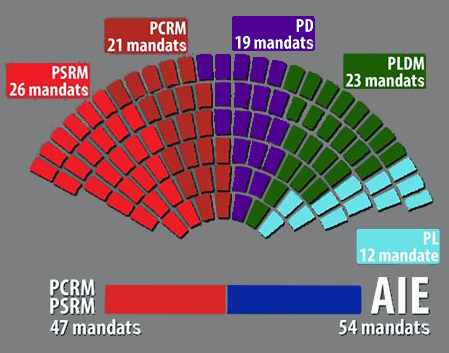
Composition du Parlement en novembre 2014.

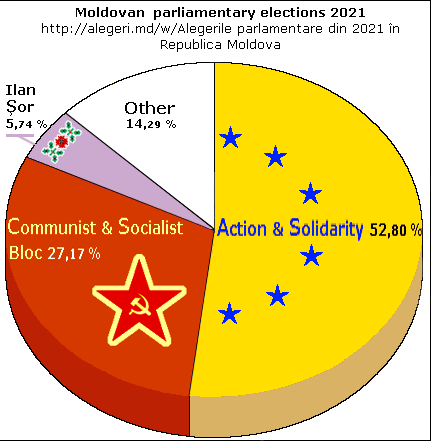
Diagramme du résultat des élections législatives moldaves de 2021.